# انتشارات فرانتس اشتاینر
انتشارات فرانتس اشتاینر (به آلمانی: Franz Steiner Verlag GmbH) یک انتشارات دانشگاهی آلمانی است که مقر آن در شهر اشتوتگارت آلمان است.
این انتشارات در سال ۱۹۴۹ میلادی در شهر ویسبادن آغاز به کار کرد. تخصص این انتشارات، تاریخ است، اگرچه در رشته‌های جغرافیا و فلسفه و حقوق و موسیقی‌شناسی آثاری را چاپ می‌کند. در سال ۲۰۰۸، برنامه ای انتشارات گسترش یافت تا شامل کتاب‌های غیرتخیلی برای خواننده‌های گسترده‌تری باشد. امروزه مقر انتشارات به جزئی از گروه مدیا انتشارات داروساز آلمانی شده است.
مجله‌هایی که توسط فرانتس اشتاینر چاپ می‌شوند شامل هیستوریا، مجله جغرافی، هرمس و مجله زبان و ادبیات فرانسه است.